# Seascale
Seascale – wieś i civil parish w Anglii, w Kumbrii, w dystrykcie (unitary authority) Cumberland. Leży 66 km na południowy zachód od miasta Carlisle i 392 km na północny zachód od Londynu. W 2011 roku civil parish liczyła 1754 mieszkańców.